# Adam Holender
Adam Holender (Cracovia, 13 novembre 1937) è un direttore della fotografia e regista polacco naturalizzato statunitense.

## Biografia
Dopo aver compiuto studi di architettura, frequenta l'Accademia cinematografica di Łódź, dove ha modo di conoscere e collaborare con futuri autori di rilevanza internazionale, quali Roman Polański e Krzysztof Zanussi. Diplomatosi nel 1964, lavora come assistente operatore di Romual Kropat per la serie televisiva Czterej pancerni i pies. Nel 1966 lascia la Polonia con un visto turistico, raggiungendo prima il Canada e stabilendosi poi a New York, dove lavora per una società di produzione specializzata in documentari, inizialmente come autista.
Grazie all'apprezzamento guadagnatosi nel giro del cinema indipendente newyorkese con il suo lavoro come operatore di documentari e pubblicità, nel 1969 esordisce come direttore della fotografia per il britannico John Schlesinger, alla sua prima esperienza americana con Un uomo da marciapiede, film di enorme successo, vincitore di tre Premi Oscar (miglior film, miglior regia e migliore sceneggiatura non originale), nel quale la New York degli emarginati viene rappresentata con immagini che uniscono gusto documentaristico e uso moderno e raffinato del colore.  L'anno seguente viene scelto dall'ex-fotografo di moda Jerry Schatzberg per curare la fotografia del suo esordio cinematografico Mannequin - Frammenti di una donna e del successivo Panico a Needle Park, crudo dramma per il quale Holender realizza «una fotografia volutamente fredda e scostante».
Nel corso degli anni settanta continua a dedicarsi sia a pubblicità e documentari che al cinema. Tra i suoi lavori di questo periodo, il terzo film da regista della star Paul Newman, Gli effetti dei raggi gamma sui fiori di Matilda (1972), e una nuova collaborazione con Schatzberg, La seduzione del potere (1979). A metà degli anni ottanta esordisce alla regia con il thriller Twisted (1986), un'esperienza di scarso successo che non ha seguito. Nel 1987 ritrova Schatzberg per Street Smart - Per le strade di New York e l'anno successivo collabora con la connazionale Agnieszka Holland per il biografico Un prete da uccidere.
La sua esperienza nel ritrarre luoghi e persone della Grande Mela viene sfruttata nel 1995 da Wayne Wang e Paul Auster per il dittico composto dai film Smoke e Blue in the Face, ambientati a Brooklyn.

## Filmografia

### Direttore della fotografia
- Un uomo da marciapiede (Midnight Cowboy), regia di John Schlesinger (1969)
- Moonwalk One, regia di Theo Kamecke (1970) - documentario
- Shut Up... I'm Crying, regia di Robert Siegler (1970) - cortometraggio
- Mannequin - Frammenti di una donna (Puzzle of a Downfall Child), regia di Jerry Schatzberg (1970)
- Panico a Needle Park (The Panic in Needle Park), regia di Jerry Schatzberg (1971)
- Gli effetti dei raggi gamma sui fiori di Matilda (The Effect of Gamma Rays on Man-in-the-Moon Marigolds), regia di Paul Newman (1972)
- Man on a Swing, regia di Frank Perry (1974)
- The Other Side of Hell, regia di Ján Kadár (1978) (TV)
- If Ever I See You Again, regia di Joseph Brooks (1978)
- La seduzione del potere (The Seduction of Joe Tynan), regia di Jerry Schatzberg (1979)
- Promises in the Dark, regia di Jerome Hellman (1979)
- Simon, regia di Marshall Brickman (1980)
- The Shadow Box, regia di Paul Newman (1980) (TV)
- Rock Machine (The Idolmaker), regia di Taylor Hackford (1980)
- Threesome, regia di Lou Antonio (1984) (TV)
- Il ragazzo che sapeva volare (The Boy Who Could Fly), regia di Nick Castle (1986)
- Street Smart - Per le strade di New York (Street Smart), regia di Jerry Schatzberg (1987)
- Un prete da uccidere (To Kill a Priest), regia di Agnieszka Holland (1988)
- 4 pazzi in libertà (The Dream Team), regia di Howard Zieff (1989)
- Fresh, regia di Boaz Yakin (1994)
- Smoke, regia di Wayne Wang (1995)
- Blue in the Face, regia di Paul Auster e Wayne Wang (1995)
- I'm Not Rappaport, regia di Herb Gardner (1996)
- Otto teste e una valigia (8 Heads in a Duffel Bag), regia di Tom Schulman (1997)
- Il gioco dei rubini (A Price Above Rubies), regia di Boaz Yakin (1998)
- Ad occhi aperti (Wide Awake), regia di M. Night Shyamalan (1998)
- Mary and Rhoda, regia di Barnet Kellman (2000) (TV)
- Strange Hearts, regia di Michelle Gallagher (2002)
- Patto con il diavolo, regia di Alec Baldwin (2003)
- Stateside - Anime ribelli (Stateside), regia di Reverge Anselmo (2004)
- Carlito's Way - Scalata al potere (Carlito's Way: Rise to Power), regia di Michael Bregman (2005)

### Regista
- Twisted (1986)

### Altro
- Wiano, regia di Jan Lomnicki (1964) (operatore alla macchina da presa)
- Wizyta u królów, regia di Jan Rybkowski (1966) (TV) - cortometraggio (operatore alla macchina da presa)
- J.W. Coop, regia di Cliff Robertson (1971) (fotografia aggiuntiva)
- Seduzione pericolosa (Sea of Love), regia di Harold Becker (1989) (fotografia aggiuntiva)
- Grace of My Heart, regia di Allison Anders (1996) (direttore della fotografia della seconda unità)